# 츠구미
츠구미(Tsugumi, 1976년 2월 21일 ~ )는 일본의 포르노 배우, 영화배우, 모델, 배우, 성인용 비디오 배우, 글래머 모델이다.
도쿄도에서 태어났다.

## 영화
- 더 코드 (2008년)
- 도감에 실리지 않은 곤충 (2007년)
- 프리지아 (2007년)
- 에쿠스테 (2007년)
- 도쿄 소설 - 오츠자쿠라 학원제 (2007년)
- 지금과 옛날 이야기 (2007년)
- 컬러스 (2006년)
- 시효경찰 (2006년) - 안즈 역
- 열쇠가 없어 (2005년)
- 노리코의 식탁 (2005년) - 쿠미코 역
- 아카센 (2004년)
- 카나리아 (2004년)
- 와일드 매치 (2004년)
- 사치스런 뼈 (2001년)
- 허쉬! (2001년)
- 달빛 속삭임 (1999년) - 기타하라 사츠키 역
- 네지시키 (1998년)